# Ocumare del Tuy
Ocumare del Tuy ist eine venezolanische Stadt, Verwaltungssitz des Bezirks Tomás Lander, im Bundesstaat Miranda. Die Stadt befindet sich in den Tuy-Tälern. 2005 hatte Ocumare del Tuy etwa 166.112 Einwohner.

## Geschichte
Die Parroquia von Ocumare del Tuy wurde im Jahr 1693 gegründet.
Ocumare del Tuy hatte im Jahr 1810 schon 4692 Einwohner. Es gab viele Sklaven, aber auch Einwanderer aus dem spanischen Festland und aus den Kanarischen Inseln.
Hier fanden mehrere Schlachten der Unabhängigkeitskriege statt. Am 11. Februar 1814 besetzte die spanische Armee unter Leitung von Francisco Rosete und Boves das Dorf. Die Sklaven waren auf der Seite der Spanier und haben viele Leute ermordet. Über 300 Menschen wurden dabei umgebracht. Erst am 14. Februar 1814 konnte José Feliz Ribas die Truppen von Rosete und Boves vertreiben.
Zwischen 1904 und 1927 war Ocumare Hauptstadt des Bundesstaates Miranda.
Im Juli 1922 wurde die Bahnstrecke nach Caracas von der Venezuela Central Railway fertiggestellt und ab November 1922 verkehrten die ersten Personenzüge. Der Zugverkehr wurde 1954 von der zwischenzeitlich verstaatlichten Eisenbahn wieder eingestellt.

## Politik
Seit 2008 ist der Bürgermeister der PSUV-Politiker es Julio César Marcano. Er gewann mit 69,92 % der Stimmen gegen 27,92 % für den Kandidaten der Opposition. Im Jahr 2010 gab 66,95 % der Wähler ihre Stimme für den Kandidaten der PSUV.